# Lohr, Bas-Rhin
Lohr là một xã thuộc tỉnh Bas-Rhin trong vùng Grand Est đông bắc Pháp.